# Pieltainia iberica
Pieltainia iberica is een vliegensoort uit de familie van de Hybotidae. De wetenschappelijke naam van de soort is voor het eerst geldig gepubliceerd in 1919 door Arias.